# Soul psychédélique

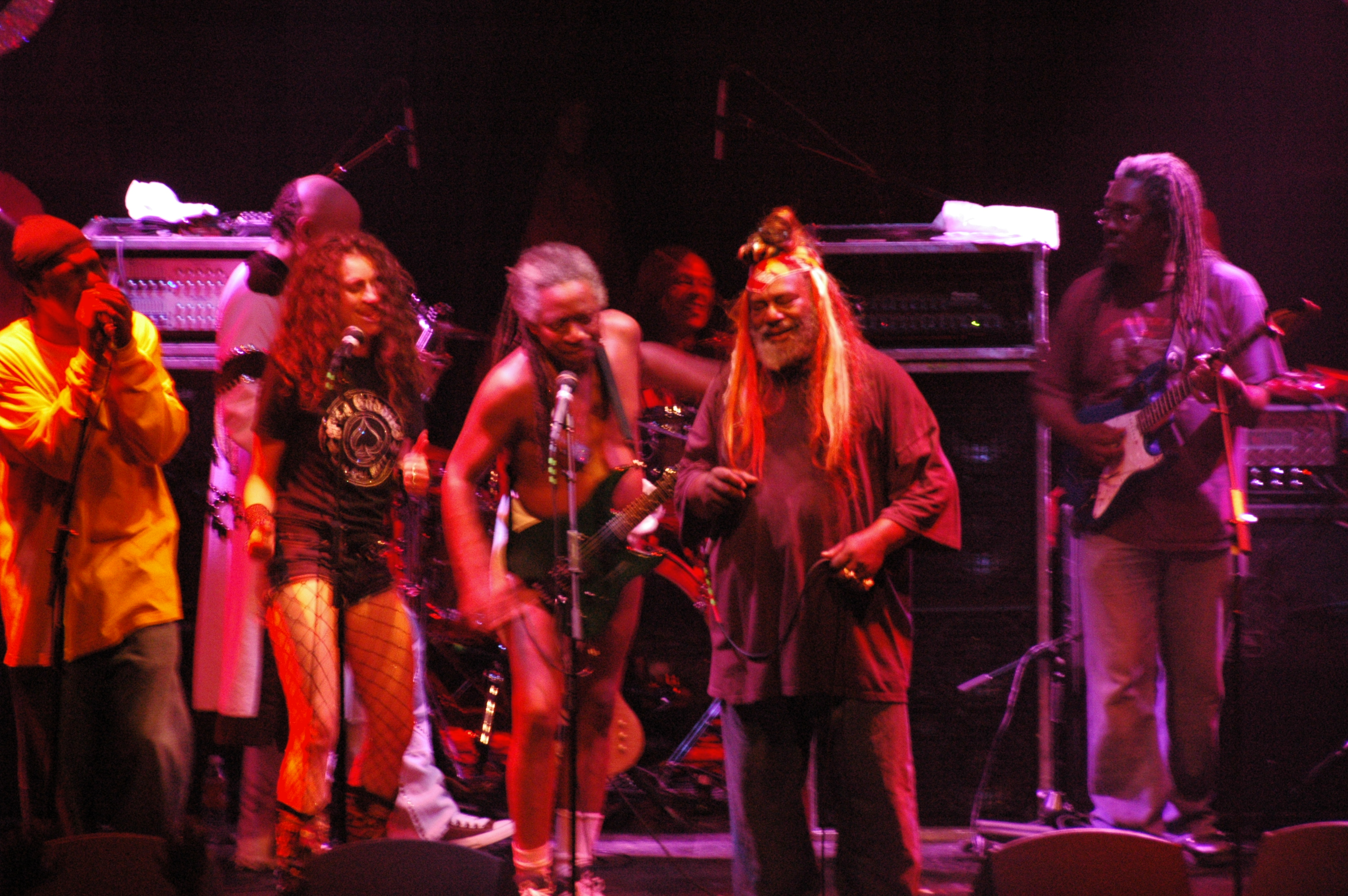
George Clinton et Parliament Funkadelic en 2006 au Granada Theatre à Dallas, (Texas).

La soul psychédélique est une expression utilisée pour désigner le style musical issu d'une fusion du rock psychédélique, de la musique soul ainsi que du funk. Elle prospérera à la fin des années 1960 et au début des années 1970.
La soul psychédélique est souvent liée à des artistes comme Sly & the Family Stone et Funkadelic bien que les artistes de la fin des années 1970 soient souvent classés dans la branche musicale funk et que les artistes plus récents soient généralement classés dans la branche funk rock. Cependant, ils s'inspirent clairement tous du rock psychédélique. D'autres comme The Temptations et leur producteur Norman Whitfield, ou encore War, The Undisputed Truth, et The Fifth Dimension suivent cette orientation musicale mise en évidence par le travail artistique de Sly Stone et de son groupe. La soul psychédélique a ouvert la voie à des innovations musicales moins empreintes dans la musique noire, qui donnèrent par la suite le funk et, au début des années 1970, le disco.
À cet égard, le groupe Funkadelic mené par George Clinton est représentatif de ce travail inter-style musical. Funkadelic mélangea de la soul et du funk depuis la fin des années 1960, en y intégrant des solos de guitare avec des effets distordants et des effets musicaux dits psychédéliques. Plus tard, ils intégrèrent à cette originalité musicale des imageries surréelles, notamment dans leurs premiers albums comme Funkadelic (1970), Free Your Mind... And Your Ass Will Follow (1970), et Maggot Brain (1971).